# Palazzo delle Esposizioni
Der Palazzo delle Esposizioni (deutsch Palast der Ausstellungen) ist ein neoklassizistisches Gebäude an der Via Nazionale in Rom (Monti). Es wurde von Pio Piacentini entworfen und 1883 eingeweiht (Projektbeginn 1877). Der Stadtpalast wird für Ausstellungen, Kulturveranstaltungen und für temporäre Ausstellungen genutzt.

## Wichtige Veranstaltungen
- 1883, Esposizione delle Belle Arti.
- 1931, I Quadriennale Nazionale d’Arte.
- 1932, Ausstellung über Garibaldi.
- 1932–1934, Mostra della Rivoluzione Fascista.
- 1935, II Quadriennale Nazionale d’Arte.
- 1936, I Mostra del Cartellone e della Grafica pubblicitaria.[1]
- 1937–1938, Mostra Augustea della Romanità.
- 1939, III Quadriennale Nazionale d’Arte.
- 1943, IV Quadriennale Nazionale d’Arte.
- 1951–1952, VI Quadriennale Nazionale d’Arte di Roma
- 1955–1956, VII Quadriennale Nazionale d’Arte di Roma
- 1959–1960, VIII Quadriennale Nazionale d’Arte
- 1965–1966, IX Quadriennale Nazionale d’Arte di Roma
- 1972–1977, X Quadriennale Nazionale d’Arte.
- 1992–1996, XII Quadriennale Nazionale d’Arte.
- 1998, Ausstellung über Lucio Fontana.
- 1999, XIII Quadriennale Nazionale d’Arte.
- 2002, Play, il Mondo dei Videogiochi, erste Europäische Ausstellung über Videospiele.
- 2007, Ausstellungen über Mark Rothko, Stanley Kubrick.
- 2008, Ausstellungen über Etrusker, VII FotoGrafia Festival di Roma, XV Quadriennale d’Arte di Roma.[2][3][4]
- 2009, Ausstellungen über Charles Darwin, Bulgari, Alexander Calder, VIII FotoGrafia Festival di Roma.
- 2012, Ausstellung über Robert Doisneau.